# Новобелая (Воронежская область)
Новобелая — село в Кантемировском районе Воронежской области России, находящееся в 47 км от райцентра и в 25 км от железнодорожной станции Митрофановка. 
Административный центр Новобелянского сельского поселения.

## География
На лугах возле сёл Волоконовка и Новобелая можно найти самый полный в Воронежской области набор пустынных солелюбов.

### Улицы
| - ул. Базарная, - ул. Донецкая, - ул. Живые ключи, - ул. Заречная, - ул. Мира, - ул. Победы, | - ул. Пограничная, - ул. Советская, - ул. Степная, - ул. Центральная, - ул. Юбилейная. |

## История
Село Новобелая основано в 1732 году. Названо как новое селение на реке Белой.
Составленное в 1785 году «Топографическое описание Воронежского наместничества» из числа поселений в пределах современного Кантемировского района выделяет пять. Это — Константиновка (Кантемировка), Михайловка, Новая Белая (Новобелая), Талы и Писаревка. Первые три поселения относились в те годы к Калитвянскому уезду. Талы и Писаревка — к Богучарскому уезду. В этих селениях устраивались ежегодные ярмарки, на которых продавались хлеб, скот, сукна, шелковые материи, овечья шерсть, «железные вещи», деревянная посуда, различные «красные товары». Особенно славилась ярмарка в слободе Новобелой. На ярмарки приезжали купцы из многих городов и сел России.

### Великая Отечественная война
Как таковых военных действий в период 1941—1945 годов не было: несколько раз немцы прорывались в село, но Красная армия давала отпор противнику.
Уроженец села - Герой Советского Союза Никита Никитченко.
------------------------------

### Информация из книги "Край Кантемировский" (А. М. Аббасов, Л. А. Головина, 1995)
Село основано в 1732 году хорунжим Острогожского полка А. Чмыховым. Название получило от реки Белой, на которой стоит. В 1747 году здесь уже было 250 дворов. Через два года мор саранчи принес людям большие беды. Из-за голода вымерло много людей, часть жителей выехали отсюда. Во второй половине XVIII века многие жители отделились на хутора Жилино, Волоконовка, Бондарево, Куликовка, Кривоносово. 
В 1812 году на битву с французами из села взято 45 рекрутов. Они сражались в составе народного ополчения при Бородино. 
В 1870 году в селе построена земская школа с библиотекой, а в 1871 году открыт фельдшерский пункт, имелась церковь, при которой в 1891 году создана приходская школа на 192 ученика. 
В 1900 году в селе было 815 дворов и 6192 жителя, работали две школы на 268 учеников, функционировало почтовое отделение, 7 откормочных пунктов, одно из которых могло откормить до 40 тысяч голов птицы. Ежегодно проводилось в селе 4 ярмарки. 
В 1906 году полиция завела следственное дело на жителя Новобелой С. С. Рыбалкина за его революционную работу среди крестьян. 
В июле 1917 года местный земельный комитет принял решение о конфискации всех помещичьих земель. Советская власть в слободе установлена в декабре 1917 года. В мае 1918 года село захватили немцы, которые стали грабить и насиловать жителей. Они убили 7 человек, многих наказали плетьми. Общие потери от оккупации немцев в селе составили 7 млн. руб. Крестьяне подняли против насильников восстание и изгнали врага из села. В годы гражданской войны многие жители сражались в рядах Красной Армии против красновцев и деникинцев. 
В 1923 году на беспартийной крестьянской конференции жители села приняли решение вступить в Воронежское общество друзей Воздушного флота. 
В 1926 году здесь было 958 дворов и 5365 жителей, имелось три школы с 7 учителями. Село было телефонизировано. В годы коллективизации создано три колхоза: «Власть Советов», им. Молотова, «Вторая пятилетка». Впоследствии все они слились в один колхоз имени Чапаева, ныне имеющего 8800 га пахотной земли. 
Родом из Новобелой Герой Советского Союза Никита Васильевич Никитченко (1903-1944). Во время сражения на Псковщине с двумя связками гранат бросился Н. В. Никитченко под танк, прервав тем самым атаку фашистов. Летом 1944 года похоронен он в деревне Мурашкино Псковского района Псковской области. Из Новобелой с фронтов войны не вернулось 300 жителей. В селе имеется братская могила, где захоронены 13 советских воинов, участвующих в освобождении Новобелой. 
Ныне (1995 - прим.) в селе проживает 703 человека, имеется средняя школа, сельский клуб, столовая, несколько магазинов. 

### Новобелая сегодня
Весной 2014 года в селе началась большая стройка - был обновлен Центральный парк, в нём установлен бюст уроженцу села, Герою Советского Союза Никитченко Никите Васильевичу, построены тротуары, ведущие к самым значимым объектам села. На месте бывшей церкви установлен Поклонный крест. В центре села построена новая многофункциональная площадка. Осенью 2015 года начался ремонт Дома культуры, на который правительство области выделило 13,9 млн рублей.5 ноября 2016 года он был торжественно открыт. 

## Социальная сфера

### Спорт
В селе Новобелая, базируется, тренируется и выступает в любительской районной лиге футбольная команда «Стрела». Главный тренер команды — Меловатский Александр Николаевич. Так же он является тренером детско-юношеской команды Новобелянской СОШ, которая успешно выступает во всех первенствах района, неоднократно доказывая свою силу и упорство своим принципиальным соперникам из Михайловской СОШ, Митрофановской СОШ и Кантемировской СОШ № 1. Во многом благодаря Меловатскому А. Н. поддерживаются и развиваются славные традиции футбола в селе. Важно отметить вклад незаменимого арбитра районной любительской лиги, и конечно самого преданного болельщика команды «Стрела», а также по совместительству первого помощника главного тренера — Рипка Сергея Кузьмича.

### Отдых
В 2008—2010 годах в село Новобелая на православный праздник Крещения съезжались люди со всех окрестных сел. Помогали обустроить селянам купель местные пограничники. В Крещение 2010 года в прорубь окунулись около 250 человек.
В феврале 2009 года, при финансовой поддержке местных спонсоров, жителями села был организован праздник масленицы который с размахом прошёл в сосновом лесу.

## Факты
В Новобелой имеется Пункт контроля международных автомобильных перевозок, до марта 2015 г. осуществлялся проезд на Украину.